# Bernhard Kern
Bernhard Kern (* 12. Dezember 1968 in Freilassing) ist ein deutscher Politiker der CSU. Er ist seit dem 1. Mai 2020 Landrat des Landkreises Berchtesgadener Land.

## Leben
Nach dem Besuch weiterführender Schulen in Freilassing erlernte er den Beruf Bauzeichner im Bereich Tief-, Straßen- und Ingenieurbau und arbeitete in dieser Tätigkeit nach Absolvieren der Wehrpflicht in Traunstein. 2002 übernahm Kern eine Ingenieursgesellschaft mit drei Partnern, wo er 2014 aufgrund seiner Wahl zum Bürgermeister von Saaldorf-Surheim wieder ausstieg.

## Politischer Werdegang
1995 wurde Kern Mitglied des CSU-Ortsvorstandes Saaldorf-Surheim und 2013 im Kreisvorstand der CSU Berchtesgadener Land. 2002–2014 war er Gemeinderat in Saaldorf-Surheim und hatte 10 Jahre lang ab 2004 das Amt des Vorsitzenden des CSU-Ortsverbandes inne. Bei der Kommunalwahl 2014 wurde er mit 62,72 % zum neuen Bürgermeister von Saaldorf-Surheim gewählt und wurde Mitglied im Kreistag des Landkreises Berchtesgadener Land. 2020 trat er für die CSU als Landratskandidat für den Landkreis Berchtesgadener Land an und konnte sich in der Stichwahl mit 58,73 % gegen Bartl Wimmer (Grüne) durchsetzen.